# (637) Chrysothemis
(637) Chrysothemis ist ein Asteroid des Hauptgürtels, der am 11. März 1907 vom US-amerikanischen Astronomen Joel H. Metcalf in Taunton entdeckt wurde.
Der Asteroid ist nach Chrysothemis, der Tochter Agamemnons aus der griechischen Mythologie, benannt.